# Seròs
Seròs község Spanyolországban, Lleida tartományban. Seròs Aitona, Llardecans, Maials, Almatret, La Granja d’Escarp, Massalcoreig, Mequinenza és Fraga községekkel határos. Lakosainak száma 1902 fő (2024).

## Népesség
A település népessége az utóbbi években az alábbiak szerint változott:
| Lakosok száma | 447  | 2683 | 3015 | 2570 | 1932 | 1827 | 1864 | 1887 | 1922 | 1902 |
|               | 1717 | 1887 | 1936 | 1960 | 1986 | 2004 | 2009 | 2014 | 2019 | 2024 |